# Иври-ан-Монтань
Иври́-ан-Монта́нь (фр. Ivry-en-Montagne) — коммуна во Франции, находится в регионе Бургундия. Департамент коммуны — Кот-д’Ор. Входит в состав кантона Ноле. Округ коммуны — Бон.
Код INSEE коммуны — 21318.

## Население
Население коммуны на 2010 год составляло 182 человека.
| 1962 | 1968 | 1975 | 1982 | 1990 | 1999 | 2010 |
| ---- | ---- | ---- | ---- | ---- | ---- | ---- |
| 239  | 195  | 203  | 202  | 195  | 184  | 182  |

## Экономика
В 2010 году среди 107 человек трудоспособного возраста (15—64 лет) 68 были экономически активными, 39 — неактивными (показатель активности — 63,6 %, в 1999 году было 69,4 %). Из 68 активных жителей работали 60 человек (32 мужчины и 28 женщин), безработных было 8 (1 мужчина и 7 женщин). Среди 39 неактивных 8 человек были учениками или студентами, 15 — пенсионерами, 16 были неактивными по другим причинам.